# 앨빈 골드먼

앨빈 아이라 골드먼(Alvin Ira Goldman, 1938년생)은 미국의 철학자로서 뉴저지주 럿거스 대학교 철학 및 인지과학 명예교수이자 인식론의 연구자이다.

## 교육 및 경력
그는 컬럼비아 대학교에서 학사 학위를, 프린스턴 대학교에서 박사 학위를 받았으며 미시간 대학교 (1963-1980), 일리노이 대학교, 시카고 (1980-1983) 및 애리조나 대학교 (1983-1994)에서 가르쳤다.

## 철학적 작업
골드먼은 광범위한 철학적 주제에 대해 영향력 있는 작업을 수행했지만 그의 주요 연구 분야는 인식론, 심리철학 및 인지 과학이다.

### 행위 이론
골드먼의 초기 저서인 《인간 행위의 이론》은 우리가 언제든지 수행하는 많은 행동을 분류하고 관련시키는 체계적인 방법을 제시한다. 그 영향력은 광범위했으며 다른 저작물 중에서도 존 롤스 《정의론》에서 찾을 수 있다. 골드먼의 초기 행동 이론 작업은 곧 다른 철학 분야, 가장 영향력 있는 인식론 분야로 옮겨졌다.

### 인식론
지식과 정당화된 믿음에 대한 골드먼의 설명은 허용 가능성 및 의무와 같은 규범적 개념 대신 인과 관계 및 신뢰성과 같은 개념을 사용하여 1970년대에 자연화된 인식론으로 알려지게 된 철학적 접근 방식에 기여했다. 골드먼의 견해는 1960년대에 게티어가 지식을 "정당화된 참된 믿음"으로 설명하는 것에 대한 응답으로 "네 번째" 조건을 찾으려는 노력의 일환으로 처음 등장했다.

## 같이 보기
- 미국 철학